# Kertarahayu (Cibuaya)
Kertarahayu is een bestuurslaag in het regentschap Karawang van de provincie West-Java, Indonesië. Kertarahayu telt 4580 inwoners (volkstelling 2010).